# Shavar Newkirk
Shavar Newkirk (Bronx, Nueva York, 6 de mayo de 1996) es un baloncestista estadounidense que forma parte de la plantilla de los Cimarrones del Chocó de la Liga Profesional de Baloncesto de Colombia. Con 1,83 metros de estatura, juega en la posición de base.

## Trayectoria deportiva

### Universidad
Jugó cuatro temporadas con los Hawks de la Universidad de San José, en las que promedió 10,7 puntos, 3,0 rebotes 3,0 asistencias y 1,0 robos de balón por partido. En su última temporada fue incluido en el mejor quinteto de la Atlantic-10 Conference.

### Profesional
Tras no ser elegido en el Draft de la NBA de 2018, firmó su primer contrato profesional en agosto con los Halifax Hurricanes de la NBL Canadá, pero fue cortado en octubre, antes del comienzo de la temporada.
No fue hasta febrero de 2019 cuando consiguió encontrar un nuevo equipo, fichando por el FC Schalke 04 de la ProA, el segundo nivel del baloncesto alemán. En los trece partidos que disputó hasta final de temporada promedió 15,4 puntos y 4,2 rebotes, lo que le valió para renovar por una temporada más.
En agosto de 2020 ficha por el equipo islandés del Höttur Egilsstaðir.